# Буржинский, Станислав-Антон
Станислав-Антон Буржинский (пол. Stanisław Antoni Burzyński; 27 апреля 1701 — 15 мая 1775, Вильна) — польский государственный деятель XVIII века, юрист, сенатор Речи Посполитой. Смоленский каштелян (1752—1763), Брест-Литовский каштелян (1750—1752), литовский инстигатор (главный прокурор (обвинитель)) (1732—1750), смоленский казначей, иезуит (с 1763).
Шляхтич герба Трживдар. В 1732 году был избран послом (депутатом) от Смоленского воеводства.
Особенную известность приобрел после 1731 года, когда был назначен литовским инстигатором; в этом звании он на всех сеймах защищал идею автономии Литвы. Как депутат Созывного сейма Речи Посполитой 1733 года от Смоленского воеводства, входил в состав всеобщей конфедерации, учреждённой 27 апреля 1733 года на этом сейме. Подписал Pacta conventa за избрание королём Станислава Лещинского в 1733 году.
Член генеральной конфедерации Великого княжества Литовского с 1734 года. Член сейма в 1740 году от Смоленского воеводства.
В 1769 году был награждён орденом Белого Орла .
В 1765 году издано в Варшаве его собрание «Zebranie wszystkich sejmów i praw polskich ad statum».